# Райниккендорф (район Берлина)
Райниккендорф (нем. Reinickendorf) — район в берлинском административном округе Райниккендорф, давшим ему своё название. Район граничит на юге с районом Веддинг (округ Митте), на востоке — с районами Нидершёнхаузен и Вильгельмсру (округ Панков), на севере — с районами Виттенау и Борсигвальде и на западе — с районом Тегель (округ Райниккендорф).

## История
Деревня Райниккендорф была основана в ок. 1230 году, первое письменное упоминание датируется 1344 годом. В 1920 году Рейниккендорф в ходе образования «Большого Берлина» вместе с многочисленными прилегающими территориями была присоединена к немецкой столице в составе вновь образованного округа Райниккендорф, получившего одноимённое название. Позднее в 1938 году поселения Вильгельмсру и Шёнхольц были переданы из округа Райниккендорф в округ Панков.
По причине того, что район расположен на воздушной линии аэропорта Тегель, жители района подвержены наибольшему шумовому воздействию от указанного аэропорта, чем любые другие. С 1960—1970-х годов жилые дома района получают звукоизолирующие окна. Тем не менее, число жилых новостроек в районе в последние годы остаётся небольшим.

## Достопримечательности
| - Деревенская церковь Райниккендорфа - Бывшее здание администрации (до 1920) - Крестьянский двор XVII века - Гимназия Фридриха Энгельса - Segenskirche Reinickendorf |